# 강릉중앙고등학교
강릉중앙고등학교(江陵中央高等學校)는 대한민국 강원특별자치도 강릉시 입암동에 있는 공립 고등학교이다.

## 학교 연혁
- 1928년 6월 15일 : 강릉공립농업학교 설립인가 (총독부 고시 226호)
- 1928년 7월 1일 : 강릉 공립 농업학교 개교 (3년제)
- 1939년 9월 30일 : 강릉 공립 농업학교 학제 개정 (5년제)
- 1943년 4월 1일 : 강릉 공립 농업학교 학제 개정 (4년제)
- 1946년 9월 2일 : 강릉 공립 농업중학교로 교명 변경 (6년제)
- 1950년 4월 29일 : 강릉 농업고등학교로 교명 변경 (3년제)
- 1967년 12월 12일 : 강릉 농공고등학교로 교명 변경
- 1984년 3월 1일 : 강릉 농업고등학교로 교명 변경
- 1990년 3월 1일 : 강릉 농공고등학교로 교명 변경 (축산과 1학급 감축, 농업토목과 농산제조과 폐과, 전자과 2학급 토목과 1학급 신설)
- 1996년 12월 20일 : 강원도공업계 고등학교 강릉공동실습소 개소식
- 2005년 9월 7일 : 정보통신과, 토목과 특성화 학과 지정
- 2011년 3월 1일 : 강릉중앙고등학교로 교명변경
- 2012년 7월 2일 : 제84주년 개교기념식 및 잔디구장 개장식
- 2013년 3월 1일 : 직업기초능력향상 자율학교지정 운영(~2018.2.28)
- 2014년 3월 11일 : 강원도교육감 지정 강원도형 마이스터과(기계과) 선정
- 2017년 5월 29일 : 강원도교육감 지정 강원도형 마이스터과(전기과) 선정
- 2023년 3월 1일 : 조경과(1), 기계과(1), 항공기계과(2), 전기과(2), 전자과(1), 건설디자인과(1) 8학급 163명 입학
- 2023년 7월 17일 : 전기과, 전자과를 반도체전기과로 학과개편 승인
- 2024년 9월 1일 : 제37대 고태환 교장 취임
- 2025년 1월 3일 : 제96회 졸업식(졸업생 146명, 총 24,602명)

## 설치 학과
- 조경과
- 기계과
- 전기과
- 전자과
- 항공기계과
- 건설디자인과
- 반도체전기과

## 참고 자료
- 강릉중앙고등학교 - 한국교육학술정보원 학교알리미